# Słowieńsko, Hạt Świdwin
Słowieńsko [swɔˈvjɛɲskɔ] (tiếng Đức: Schlenzig) là một ngôi làng thuộc khu hành chính của Gmina Sławoborze, thuộc quận Świdwin, West Pomeranian Voivodeship, ở phía tây bắc Ba Lan.
Nó nằm khoảng 7 kilômét (4 mi) phía tây nam Sławoborze, 12 km (7 mi) về phía tây bắc của Świdwin và 85 km (53 mi) về phía đông bắc của thủ đô khu vực Szczecin.
Ngôi làng có dân số 320 người.